# Demasiao perro pa trabajá, demasiao carvo pal rocanró
Demasiao perro pa trabajá, demasiao carvo pal rocanró es el segundo disco de los Mojinos Escozíos.
Su primer sencillo es la canción Chow Chow. Además, la canción Follo me on the eskay (mi sofá) es una versión/parodia del éxito Stairway to Heaven, de los británicos Led Zeppelin. Cabe destacar que en este álbum el grupo comienza con la práctica, ya habitual con el paso de los años, de partir una canción a trozos e ir intercalando los mismos entre el resto de temas, haciendo de la reproducción del disco en orden una obligación.
El título es una parodia del famoso álbum Too Old to Rock 'n' Roll: Too Young to Die!, del grupo Jethro Tull.

## Lista de canciones
| N.º | Título                                                                            | Duración |  |
| 1.  | «Mi Marío»                                                                        | 3:23     |  |
| 2.  | «Chow Chow»                                                                       | 3:46     |  |
| 3.  | «La Bulería Del Yanquí»                                                           | 4:31     |  |
| 4.  | «Quillo Déjame La Muñeca Toa La Noche»                                            | 0:24     |  |
| 5.  | «La Cansión Del Verano»                                                           | 4:21     |  |
| 6.  | «Tus Ojos Verdes»                                                                 | 3:45     |  |
| 7.  | «El Flojo»                                                                        | 4:03     |  |
| 8.  | «Aquella Ves Que Me Cogí Un Pellisco En Un Huevo Con La Cremallera»               | 3:11     |  |
| 9.  | «Que Te Dicho Que Me Dejes La Muñeca»                                             | 0:32     |  |
| 10. | «La Muela»                                                                        | 3:08     |  |
| 11. | «El Peluquero»                                                                    | 3:42     |  |
| 12. | «Te Voy A Comé Tor El Buyuyu»                                                     | 4:00     |  |
| 13. | «Follo Me On The Eskay (Mi Sofá)» (Cover de "Stairway to Heaven" de Led Zeppelin) | 6:08     |  |
| 14. | «Sexo Furbo Y Rocanró»                                                            | 5:27     |  |
| 15. | «La Camella»                                                                      | 3:36     |  |
| 16. | «Manolo»                                                                          | 4:54     |  |
| 17. | «Por Fabó Que La Necesito...»                                                     | 0:26     |  |
| 18. | «La Muñeca»                                                                       | 4:36     |  |
| 19. | «Sacrifai»                                                                        | 4:34     |  |
| 20. | «Demasiao Perro Pa Trabajá, Demasiao Carvo Par Rocanró»                           | 2:27     |  |

- Datos: Q5802078